# Stéphane Bohli
Stéphane Bohli (Genebra, 25 de julho de 1983) é um tenista profissional suíço, seu melhor ranking é de N. 113 em simples da ATP.